# 石榴潭水库
石榴潭水库位于中国广东省揭阳市惠来县隆江镇，是以灌溉为主，兼有供水、防洪、发电、养殖等功能的大（二）型水库。
除险加固工程于2002年10月初正式动工，总投资1.4681亿元。